# Stadion Trepča
Le Stade Olympique Adem Jashari ( "stadiumi olimpik Adem Jashari" en albanais ) est un stade situé à Kosovska Mitrovica au Kosovo.
D'une capacité de 28 500 places environ dont 9 500 assises, il accueille les rencontres à domicile du KF Trepça.

## Histoire
Anciennement dénommé Stadion Trepča, il prend le nom d'Adem Jashari lors de l'indépendance du Kosovo. C'est le plus grand stade du Kosovo devant celui de Priština.
En août 2012, le ministère de la culture du Kosovo annonce qu'une première tranche de travaux pour un montant de 500 000 euros va être engagé pour rénover le stade.

## Matchs internationaux
| #                       | Date                    | Compétition             | Adversaire              | Score                   | Affluence               | Ref                     |
| Yougoslavie (1946–1992) | Yougoslavie (1946–1992) | Yougoslavie (1946–1992) | Yougoslavie (1946–1992) | Yougoslavie (1946–1992) | Yougoslavie (1946–1992) | Yougoslavie (1946–1992) |
| ----------------------- | ----------------------- | ----------------------- | ----------------------- | ----------------------- | ----------------------- | ----------------------- |
| 1.                      | 31-10-1979              | Éliminatoires Euro 1980 | Roumanie                | 2–1                     | 35 000                  | [ 3 ]                   |